# Sam Nunn

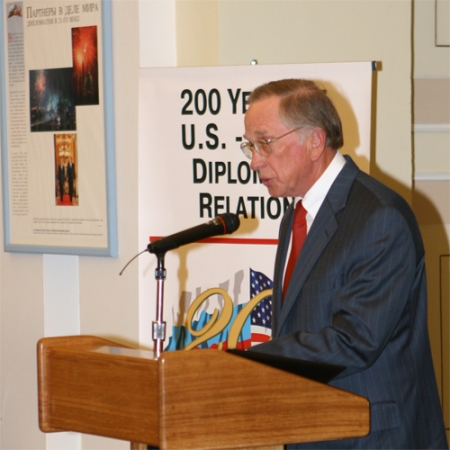
Sam Nunn (2007)

Samuel Augustus „Sam“ Nunn, Jr. (* 8. September 1938 in Macon, Georgia) ist ein US-amerikanischer Politiker (Demokraten) und Geschäftsmann. Er vertrat von 1972 bis 1997 den Bundesstaat Georgia im Senat der Vereinigten Staaten.

## Leben und Beruf
Nunn besuchte von 1956 bis 1959 das Georgia Institute of Technology in Atlanta und graduierte 1961 an der Emory University. Nach seiner Aufnahme in die Anwaltskammer von Georgia im Jahr 1962 begann er, in Perry als Jurist zu praktizieren.
Er ist Vorsitzender des Board of Trustees (Aufsichtsrat) des Center for Strategic and International Studies.
Mit seiner Ehefrau Colleen Ann O’Brien hat Nunn zwei Kinder, Michelle und Brian.

## Politik
Nunn war 1968 bis 1972 Abgeordneter im Repräsentantenhaus von Georgia. Am 7. November 1972 wurde er in den US-Senat gewählt und übernahm den Sitz des verstorbenen Senators Richard B. Russell. Nach mehreren Wiederwahlen kandidierte er 1996 nicht mehr und schied am 3. Januar 1997 aus dem Senat aus.
Wegen seiner parteiübergreifend geschätzten Expertise in der Außenpolitik war er mehrmals (zuletzt 2008) als demokratischer Kandidat für die US-Vizepräsidentschaft im Gespräch. Mit dem republikanischen Senator Richard Lugar brachte Nunn ab 1991 nach dem Zerfall der Sowjetunion eine Initiative zum Abbau von Massenvernichtungswaffen, das Nunn-Lugar Cooperative Threat Reduction Program, auf den Weg.

## Auszeichnungen
Im Jahre 1997 wurde Nunn in die American Academy of Arts and Sciences gewählt.
Er erhielt 2004 die Chairman’s Medal der Heinz Awards. Die American Philosophical Society zeichnete ihn 2005 mit ihrer Benjamin Franklin Medal for Distinguished Public Service aus. Der damalige Bundesaußenminister Guido Westerwelle verlieh ihm am 1. Februar 2013 wegen seines Engagements für Abrüstung das Große Verdienstkreuz mit Stern.